# 한국경마해설가협회
한국경마해설가협회는 경마산업 발전 및 회원권익 증대와 경마해설가의 올바른 위상 정립, 사회적 시각 개선 등을 목적으로 2009년 3월 23일 설립된 대한민국 농림수산식품부 소관의 사단법인이다. 사무실은 경기도 안양시 동안구 관양1동 1384-20에 있다.

## 주요 사업
- 경마 해설가에 관한 간행물 발행
- 경마 아카데미 과정의 운영
- 연구회, 봉사회 개최 및 회원 친목을 위한 행사
- 기타 필요한 행사